# Antoni Vicens Massot
Antoni Vicens Massot   (Felanitx, 8 de juny de 1949 - Felanitx, 30 de maig de 2023) va ser un destacat mestre, regidor de Cultura i director del Setmanari Felanitx, contribuint significativament al desenvolupament cultural i social de la seva comunitat.

## Biografia
Antoni Vicens Massot va néixer el 8 de juny de 1949 a Felanitx, Mallorca. Des de jove, va demostrar un gran interès per l'educació i la cultura, allunyant-se de les ambicions merament econòmiques i abraçant valors més profunds de desenvolupament personal i social.

### Carrera Professional
Entre 1989 i 2003, Antoni Vicens Massot va dirigir amb el Centre Cultural de Felanitx, un dels punts neuràlgics de la vida cultural de la localitat. Durant aquesta etapa, va fomentar diverses iniciatives que van enriquir el panorama artístic i cultural de la regió. La seva gestió es va caracteritzar per un profund interès en la promoció de projectes culturals i artístics en col·laboració amb altres municipis, establint vincles culturals que enriquien tota la regió de Mallorca.
Paral·lelament a la seva tasca com a director del centre cultural, Vicens Massot també va dedicar part de la seva carrera a l'ensenyament. Va ser un apassionat mestre, preocupat per la formació i el desenvolupament dels joves. Va dirigir la cooperativa d'ensenyament Es Lledoner, deixant una empremta significativa en l'educació dels nens i joves de Felanitx.

#### El Setmanari Felanitx
Una de les seves més notables contribucions va ser la direcció del Setmanari Felanitx del 2011 al 2018, una publicació local que va impulsar i mantenir amb passió. Aquesta revista es va convertir en un mirall de la vida i les activitats de la comunitat, mostrant l'evolució cultural, política i social del poble.